# Gouvernement Manele
Le gouvernement Manele est le conseil des ministres des Îles Salomon mené par le Premier ministre Jeremiah Manele depuis le 2 mai 2024.

## Contexte et formation
Les Îles Salomon sont une démocratie parlementaire fondée sur le modèle de Westminster. Le roi des Îles Salomon a un rôle purement symbolique, tandis que le chef d'État de facto, le gouverneur général, dispose uniquement de pouvoirs de réserve. Le Premier ministre et son Cabinet exercent le pouvoir exécutif tout en étant soumis à une responsabilité collective devant le Parlement.
Les partis politiques étant peu développés (sans réelle assise populaire, sans programme clair ni différences idéologiques) et les députés changeant fréquemment de parti, les gouvernements sont des coalitions. Ainsi, à l'issue des élections législatives d'avril 2024, Jeremiah Manele devient Premier ministre en forgeant une coalition de trois partis ainsi que de divers députés indépendants. Il le qualifie de Gouvernement pour l'Unité nationale et la Transformation.

## Composition
Les membres du gouvernement sont nommés progressivement entre le 4 et le 7 mai 2024,,.
| Nom | Nom                  | Nom | Fonctions | Parti                   | Circonscription |
| --- | -------------------- | --- | --- | ----------------------- | --------------- |
|     | Jeremiah Manele      |     | Premier ministre | Notre Parti             |                 |
|     | Bradley Tovosia      |     | Vice-Premier ministre, Ministre des Mines, de l'Énergie et de l'Électrification rurale                                    | Notre Parti             |                 |
|     | Manasseh Sogavare    |     | Ministre des Finances et du Trésor public                                                                                 | Notre Parti             |                 |
|     | Clezy Rore           |     | Ministre de la Justice | Notre Parti             |                 |
|     | Peter Shanel Agovaka |     | Ministre des Affaires étrangères                                                                                          | Notre Parti             |                 |
|     | Isikeli Vave         |     | Ministre de l'Intérieur                                                                                                   | Indépendant             |                 |
|     | Tozen Leokana        |     | Ministre de l'Éducation et du Développement des resources humaines                                                        | Indépendant             |                 |
|     | Paul Popora Bosawai  |     | Ministre de la Santé et des Services médicaux                                                                             | Indépendant             |                 |
|     | John Junior Tuhaika  |     | Ministre du Service public                                                                                                | Indépendant             |                 |
|     | Jimson Tanangada     |     | Ministre de la Police, de la Sécurité nationale et des Prisons                                                            | Notre Parti             |                 |
|     | Rex Annex Ramofafia  |     | Ministre de la Planification nationale et de la Coordination du développement                                             | Notre Parti             |                 |
|     | Manasseh Maelanga    |     | Ministre du Développement des Infrastructures                                                                             | Notre Parti             |                 |
|     | Harry Kuma           |     | Ministre du Commerce, des Industries, du Travail et de l'Immigration                                                      | Notre Parti             |                 |
|     | Makario Tagini       |     | Ministre de la Sylviculture                                                                                               | Notre Parti             |                 |
|     | Nestor Ghiro         |     | Ministre des Pêcheries et des Ressources maritimes                                                                        | Notre Parti             |                 |
|     | Rollen Seleso        |     | Ministre du Développement rural                                                                                           | Notre Parti             |                 |
|     | Polycarp Paea        |     | Ministre des Terres, du Logement et du Cadastre                                                                           | Indépendant             |                 |
|     | Trevor Mahaga        |     | Ministre de l'Environnement, du Réchauffement climatique, de la Météorologie et de la Gestion des catastrophes naturelles | Indépendant             |                 |
|     | Wayne Osopo Ghemu    |     | Ministre des Gouvernements provinciaux et du Renforcement des institutions                                                | Parti du peuple d'abord |                 |
|     | Franklyn Derick Wasi |     | Ministre de l'Agriculture et du Développement de l'élevage                                                                | Indépendant             |                 |
|     | Frederick Kologeto   |     | Ministre de l'Aviation et de la Communication                                                                             | Parti du peuple d'abord |                 |
|     | Jamie Vokia          |     | Ministre de la Gouvernance traditionnelle, de la Paix et des Affaires éclesiastiques                                      | Parti Kadere            |                 |
|     | Choylin Yim Douglas  |     | Ministre de la Culture et du Tourisme                                                                                     | Indépendant             |                 |

## Changements ultérieurs
John Junior Tuhaika, ministre des Services publics, démissionne le 13 décembre 2024 pour se joindre à l'opposition. Le lendemain, Francis Sade, député de Guadalcanal nord-ouest pour le Parti unifié, est nommé à sa succession.
Le 28 avril 2028, le ministre des Finances et ancien Premier ministre Manasseh Sogavare exige et obtient la démission vice-Premier ministre et ministre des Mines Bradley Tovosia, estimant que le ministère des Mines est trop bien doté en finances publiques par rapport aux autres ministères, et que lui-même (Manasseh Sogavare) aurait dû être fait vice-Premier ministre plutôt que Bradley Tovosia,. Le départ de Bradley Tovosia n'empêche toutefois pas Manasseh Sogavare de démissionner à son tour le même jour, avec quatre autres ministres : le ministre des Infrastructures Manasseh Maelanga, le ministre des Pêcheries Nestor Ghiro, le ministre du Développement rural Rollen Seleso et la ministre des Femmes et de la Jeunesse Freda Tuki.
Le Premier ministre nomme alors de nouveaux ministres. Daniel Waneoroa (du parti Vous et moi pour le changement) est fait ministre du Développement rural ; Ricky Fuo (du Parti unifié), ministre des Infrastructures ; et Derrick Manu'ari (du Parti démocrate), ministre des Mines et de l'Énergie. Au cours des jours qui suivent, Frederick Kologeto est nommé vice-Premier ministre tout en demeurant ministre des Communications et de l'Aviation civile ; Cathy Nori (sans étiquette) devient ministre des Femmes, de la Jeunesse et des Familles ; et Jamie Vokia (parti Kadere) est fait ministre du Commerce, des Industries, du Travail et de l'Immigration, succédant à Harry Kuma qui devient ministre des Finances. Enfin, Bradley Tovosia réintègre le gouvernement le 7 mai, mais au poste de ministre des Pêcheries ; John Tuhaika Jnr est lui aussi réintégré au gouvernement, et nommé ministre de la Gouvernance traditionnelle, de la Paix et des Affaires ecclésiastiques.